# Eurhadina unipunicea
Eurhadina unipunicea är en insektsart som beskrevs av Hu och Kuoh 1991. Eurhadina unipunicea ingår i släktet Eurhadina och familjen dvärgstritar. Inga underarter finns listade i Catalogue of Life.